# Агрикольская церковь
Церковь Микаэля Агриколы (фин. Mikael Agricolan kirkko, швед. Mikael Agricola kyrka) — лютеранская церковь в Хельсинки, в районе Пунавуори. Названа в честь епископа Микаэля Агриколы. 
Проект здания выполнен архитектором Ларсом Сонком, а строительство проводилось в период с 1933 по 1935 годы. Несмотря на то, что условием архитектурного конкурса было создание проекта в традиционном стиле, первую премию получил проект в стиле функционализма. Церковный зал рассчитан 850 сидячих мест. Высота колокольни составляет 97 метров (103 метра над уровнем моря). Тридцатиметровый шпиль церкви при необходимости можно задвигать внутрь башни (в годы Второй мировой войны шпиль задвигался, чтобы церковь не была ориентиром во время налётов советской авиации на Хельсинки).

## Изображения

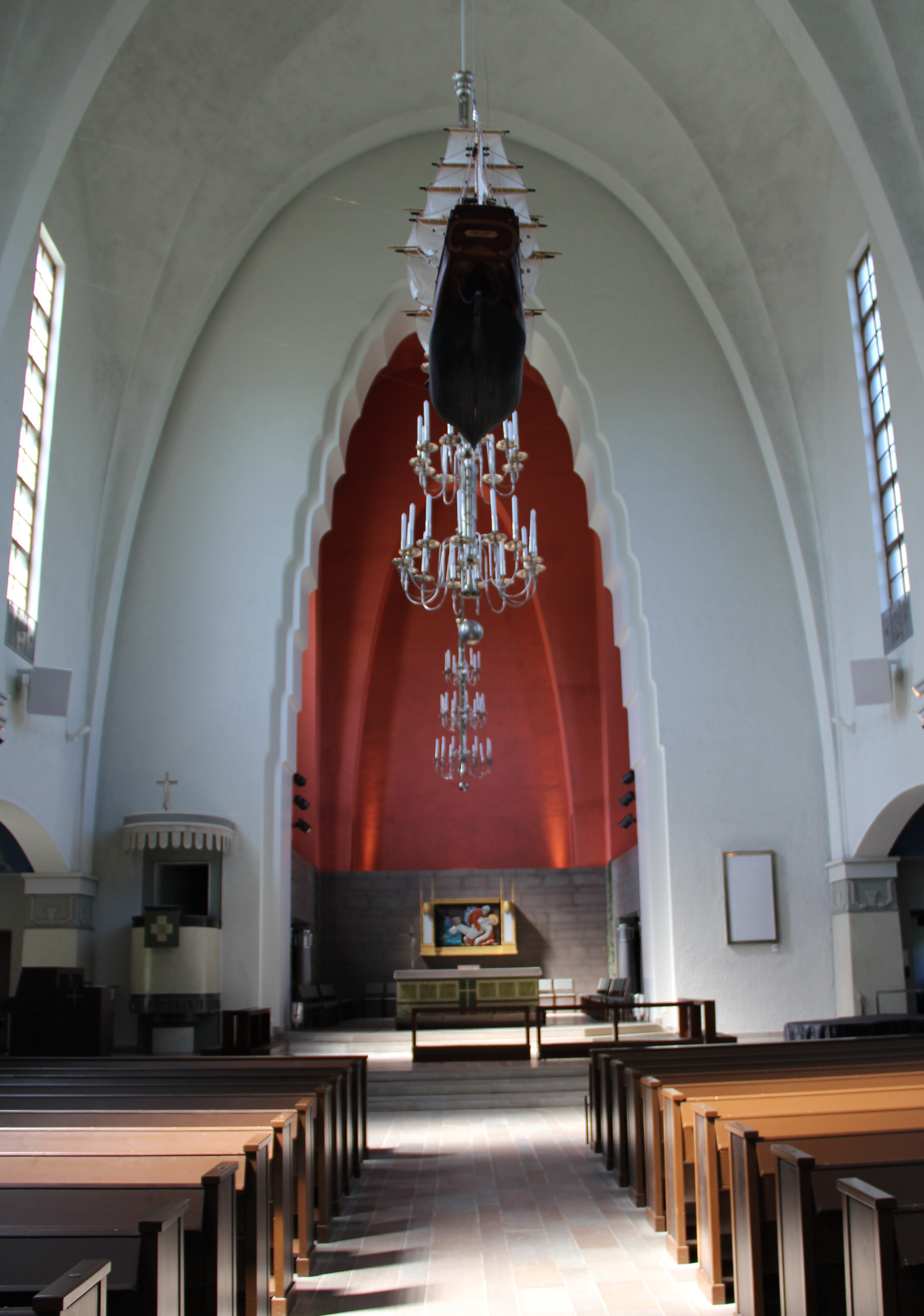
Алтарь
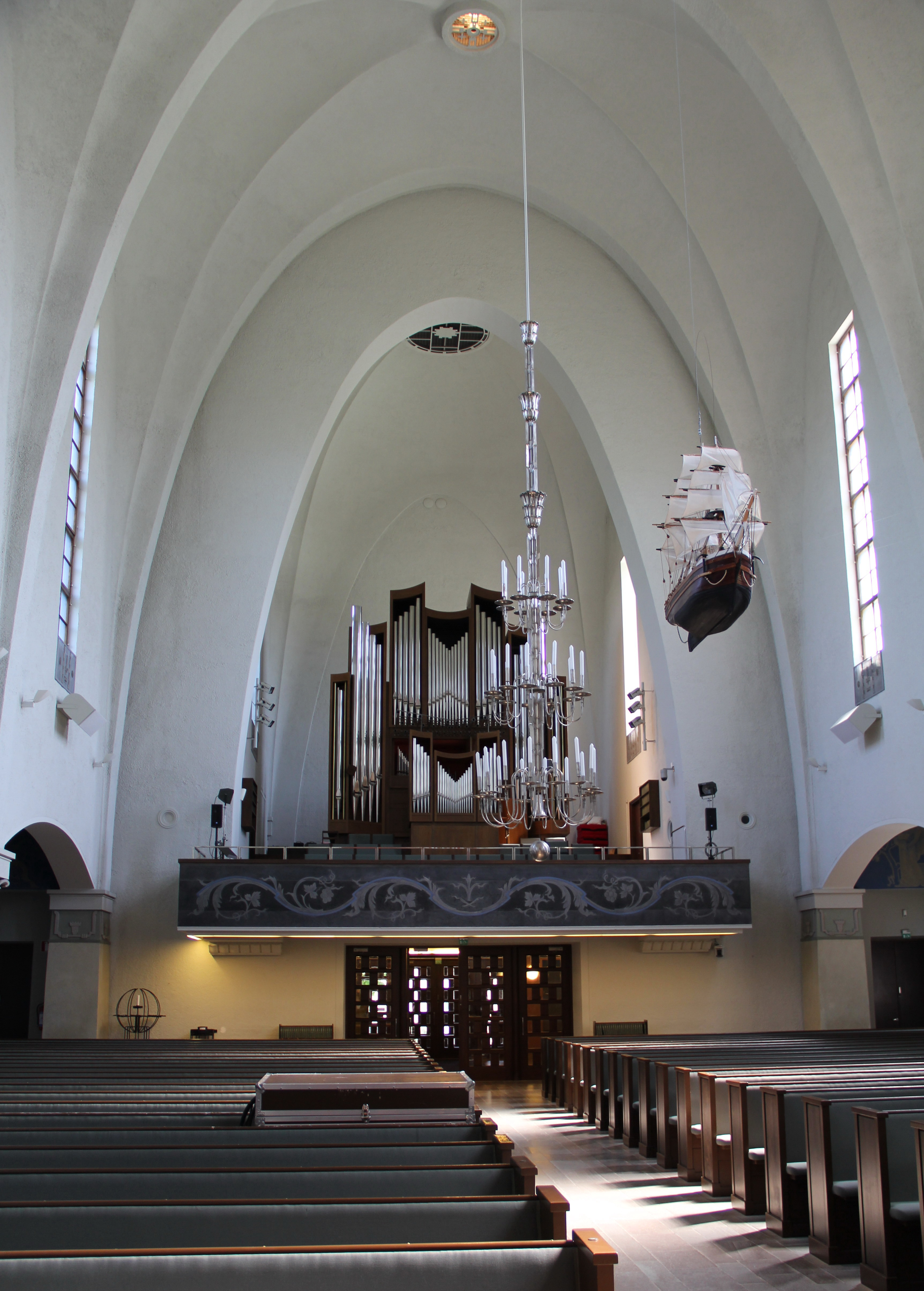
Орган
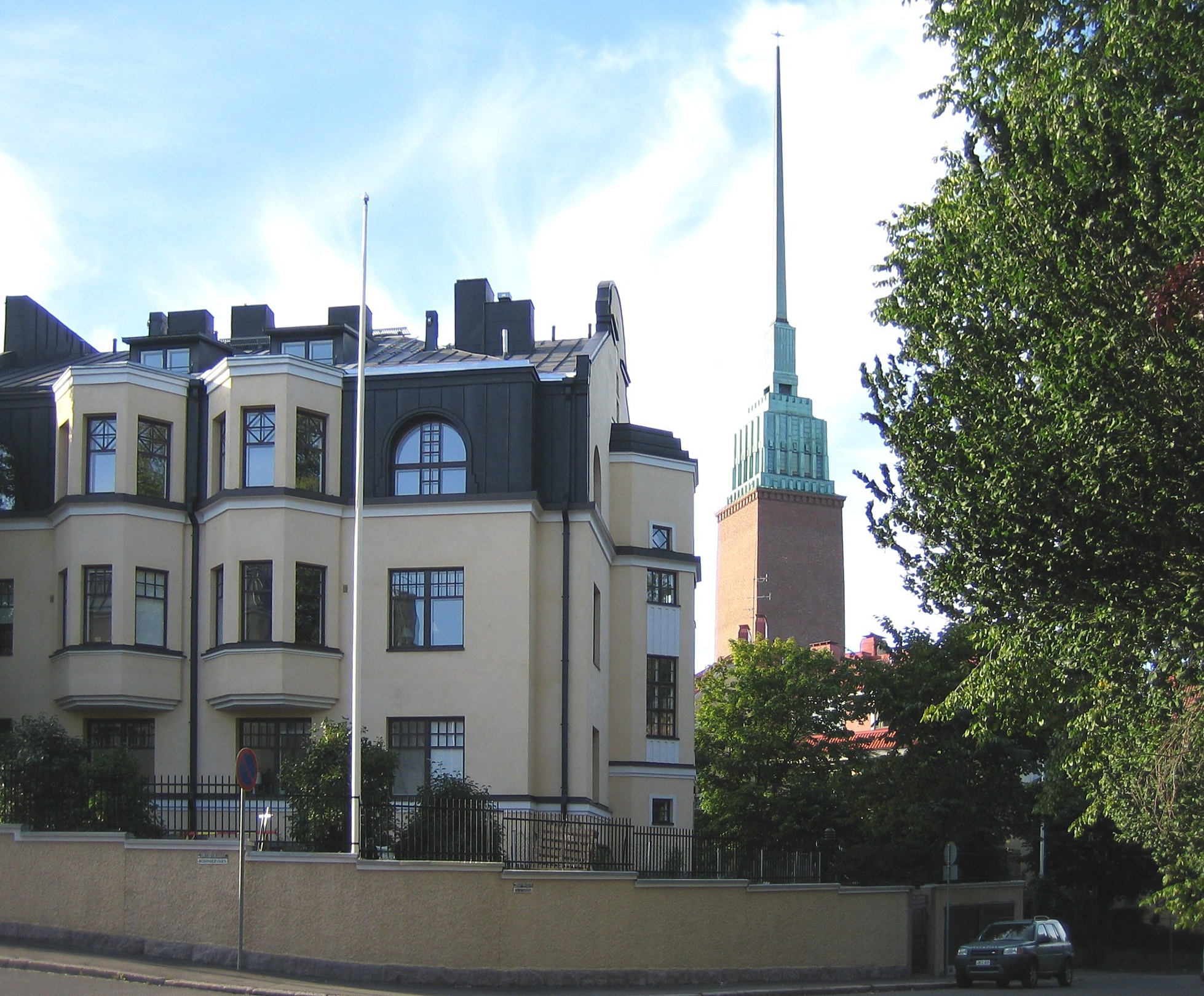
Вид на шпиль церкви